# Eduardo Barbeiro
Eduardo Maria Murta Barbeiro (* 11. Januar 1932 in Olhão; † 17. April 2022) war ein portugiesischer Schwimmer und Wasserballspieler.
Eduardo Barbeiro vertrat Portugal bei den Olympischen Sommerspielen 1952 in Helsinki im Schwimmen sowie im Wasserball. Im Schwimmen belegte er im Wettkampf über 100 m Rücken den 30. und über 200 m Brust den 39. Platz. Mit der Wasserballmannschaft Portugals wurde er Siebzehnter.